# Convention sur le travail forcé
La convention sur le travail forcé, dont le titre complet est la Convention concernant le travail forcé ou obligatoire, 1930 (no 29), est l'une des huit conventions fondamentales de l'OIT de l' Organisation internationale du travail . Son objet et son but sont de supprimer le recours au travail forcé sous toutes ses formes, indépendamment de la nature du travail ou du secteur d'activité dans lequel il peut être exercé. La convention définit le travail forcé comme «tout travail ou service exigé d'une personne sous la menace d'une peine quelconque et pour lequel ladite personne ne s'est pas offerte volontairement», à quelques exceptions près comme le service militaire obligatoire. La convention exclut les «hommes adultes valides», auxquels l'imposition légale du travail forcé est autorisée.
La Convention a été adoptée à Genève le 28 juin 1930 et est entrée en vigueur le 1er mai 1932. À la fin de 1932, dix pays avaient ratifié la convention (Japon, Bulgarie, Espagne, Norvège, Danemark, Australie, Suède, Royaume-Uni, Libéria et Irlande). L'Autriche en 1960, le Luxembourg en 1964 et Malte en 1965 ont été les derniers pays d'Europe occidentale à ratifier la convention. Le Canada l'a ratifié en 2011 et en 2015, les États-Unis ne l'ont pas ratifié.
La convention a été complétée par la convention sur l' abolition du travail forcé, 1957, qui a annulé un certain nombre d'exceptions à l'abolition dans la convention de 1930, telles que la sanction des grèves et la sanction de certaines opinions politiques.

## Exceptions à la Convention
L'article 2 de la convention exclut de l'expression travail « forcé ou obligatoire » ce qui suit :
- tout travail ou service exigé en vertu des lois sur le service militaire obligatoire pour un travail de caractère purement militaire ;
- tout travail ou service faisant partie des obligations civiques normales des citoyens d'un pays pleinement autonome ;
- tout travail ou service exigé de quiconque à la suite d'une condamnation devant un tribunal, à condition que ledit travail ou service soit effectué sous la surveillance et le contrôle d'une autorité publique et que ladite personne ne soit pas engagée à ou mis à la disposition de particuliers, d'entreprises ou d'associations ;
- tout travail ou service exigé en cas d'urgence, c'est-à-dire en cas de guerre, de calamité ou de menace de calamité, telle qu'incendie, inondation, famine, tremblement de terre, épidémie violente ou épizootie, invasion par : les ravageurs animaux, insectes ou végétaux, et en général toute circonstance qui mettrait en danger l'existence ou le bien-être de tout ou partie de la population ;
- les petits services communaux d'un type qui, étant accomplis par les membres de la communauté dans l'intérêt direct de ladite communauté, peuvent donc être considérés comme des obligations civiques normales incombant aux membres de la communauté, à condition que les membres de la communauté ou leurs représentants directs ont le droit d'être consultés sur la nécessité de tels services.

L'article 11 de la convention dispose que « le travail forcé ou obligatoire ne peut être imposé qu'aux hommes adultes valides qui ont un âge apparent d'au moins 18 ans et d'au plus 45 ans ».

## Ratifications
En 2021, la convention avait été ratifiée par 179 des 187 membres de l'OIT. Les membres de l'OIT qui n'ont pas ratifié la convention sont :
- Afghanistan ;
- Brunéi ;
- Chine ;
- Îles Marshall ;
- Palaos ;
- Tonga ;
- Tuvalu ;
- États-Unis.

Les États membres de l'ONU qui ne sont pas membres de l'OIT sont Andorre, le Bhoutan, le Liechtenstein, la Micronésie, Monaco, Nauru et la Corée du Nord ; ces États ne sont pas éligibles pour ratifier la convention à moins qu'ils ne rejoignent d'abord l'OIT.

## Protocole
En 2014, un protocole a été adopté par la Conférence internationale du Travail : P29, protocole de 2014 à la Convention sur le travail forcé, 1930. Le protocole a été adopté avec 437 voix pour, 8 contre et 27 abstentions (il y a trois voix par État membre : une pour le gouvernement, une pour les salariés et une pour les employeurs). Le gouvernement de la Thaïlande a été le seul État à voter contre l'adoption,, bien qu'il ait renversé sa position quelques jours plus tard. Le protocole oblige les États parties à fournir une protection et des recours appropriés, y compris une indemnisation, aux victimes du travail forcé et à sanctionner les auteurs de travail forcé. Il oblige également les États parties à élaborer « une politique nationale et un plan d'action pour la suppression effective et durable du travail forcé ou obligatoire ».
Le 14 mai 2015, le Niger est devenu le premier État à ratifier le protocole de 2014. En novembre 2016, il avait été ratifié par neuf États : l'Argentine, la Tchéquie, la France, le Mali, la Mauritanie, le Niger, la Norvège, le Panama et le Royaume-Uni. Le protocole est entré en vigueur le 9 novembre 2016.